# Övermage
Övermage (fsv. ovormaghi, av ovor, en nekande partikel, och magha, "förmå, kunna", varav härlett maghandi, "till mogen ålder kommen"), i det äldre svenska lagspråket beteckningen för omyndig, i mera vidsträckt bemärkelse även utan avseende på åldern, till exempel för kvinna i allmänhet, men vanligen särskilt utmärkande den, som på grund av sin ålder stod under målsman.
Då myndighetsåldern regelrätt var 15 år, var övermage således den, som ännu inte hunnit uppnå denna ålder. I denna betydelse användes uttrycket ännu tämligen allmänt i 1734 års lag. I ett par fall åtminstone (Jordab. 4 § 7 och 6 § 4) syns det dock avse sådan man, som ännu ej uppnått den civila myndighetsåldern, enligt nämnda lag redan 21 år. Uttrycket begagnas numera inte i lagstil. Det har dock skett ännu i författningar från 1850-talet.